# Икарбус ИК-107
Икарбус ИК-107 је нископодни мидибус који производи српска фабрика аутобуса Икарбус из Земуна. Намењен превозу путника у градском саобраћају. 
Има уграђен мотор марке „CUMMINS” (E3) са смањеном емисијом штетних материја и буке. Опремљен је аутоматским мењачем, као и АБС и АСР безбедностним системима.
Висина пода на улазним вратима омогућава путницима улазак директно са тротоара без и једног степеника. Ова карактеристика олакшава употребу јавног превоза, посебно деци, старијима, особама са хендикепом и мајкама са колицама за бебе.
Минибусеви ИК-107 су набављени у већем броју за потребе приватних превозника који превозе путнике у градском саобраћају у Београду, као и у осталим градовима у Србији.
Одређен број минибусева је извезен и на тржиште Руске Федерације.

## Спецификације
ИК-107 има следеће спецификације:
Димензије:
- Дужина - 7300 mm
- Ширина - 2278 mm
- Висина - 2790 mm
- Међуосовинско растојање - 3385 mm

Маса
- Маса празног возила - 5800 kg
- Mаксимална дозвољена укупна маса - 8800 kg

Мотор
- CUMMINS ISBe 150 31
- Еуро 3
- Конструкција - 4-тактни дизел-мотор
- Максимална снага - 110 kW (150 КС)
- Уградња - хоризонтално у задњем делу возила[4]

Максимална брзина - 66 km/h
Аутобус има 16 седишта и 30 стајаћих места (укупни капацитет 46 путника).